# Nannerl O. Keohane
Nannerl "Nan" Keohane, nata Nannerl Overholser, (Blytheville, 18 settembre 1940), è una filosofa, docente, politologa e teorica politica statunitense, ex presidente del Wellesley College e della Duke University. Fino al settembre 2014, la Keohane è stata Laurance S. Rockefeller Distinguished Visiting Professor of Public Affairs e University Center for Human Values presso l'Università di Princeton. È professoressa di scienze sociali presso l'Institute for Advanced Study di Princeton, dove svolge ricerche sulla teoria e la pratica della leadership nelle società democratiche.

## Carriera accademica
La Keohane ha conseguito la sua prima laurea nel 1961 presso il Wellesley College e la sua seconda laurea presso l'Università di Oxford come Marshall Scholar. Ha poi ottenuto il dottorato in scienze politiche presso l'Università Yale nel 1967.
Ha iniziato la sua carriera accademica insegnando allo Swarthmore College (1967-73), alla Università di Stanford (1973-81) e alla Università della Pennsylvania. A Stanford è stata presidente del senato di facoltà e ha vinto il Gores Award for Excellence in Teaching, la più alta onorificenza dell'università per l'insegnamento.
La Keohane è stata l'undicesimo presidente di Wellesley dal 1981 al 1993, pur continuando a insegnare scienze politiche. A Wellesley ha supervisionato l'aumento delle iscrizioni di studenti appartenenti a minoranze, ha guidato l'espansione del Centro Sportivo e la costruzione del Museo e del Centro Culturale Davis e ha implementato importanti progressi tecnologici in tutto il campus.
La Keohane è diventata il tredicesimo presidente della Duke nel 1993. Durante il suo mandato è stata anche professoressa di scienze politiche, ha promosso gli sforzi per aumentare l'iscrizione di studenti appartenenti a minoranze, ha diversificato il corpo docente e ha supervisionato la Women's Initiative. Ha anche contribuito a raccogliere 2,36 miliardi di dollari durante la Campagna per la Duke, conclusasi nel 2003, rendendola la quinta campagna più grande nella storia dell'istruzione superiore americana.
Nel 2004 ha lasciato la sua posizione alla Duke e nel 2005 è stata nominata Laurance S. Rockefeller Distinguished Visiting Professor of Public Affairs presso la Woodrow Wilson School e lo University Center for Human Values dell'Università di Princeton.
I suoi libri comprendono Thinking about Leadership (2010), Philosophy and the State in France: The Renaissance to the Enlightenment (1980), e Feminist Theory: A Critique of Ideology (1982). Alcuni suoi discorsi sono stati pubblicati nel 1995 in A Community Worthy of the Name e altri nel 2006 in Higher Ground: Ethics and Leadership in the Modern University.
Nel 2009-11 ha presieduto un comitato sulla leadership femminile degli studenti dell'Università di Princeton, nominata dal Presidente Shirley M. Tilghman. Ha anche avviato discussioni sul futuro della leadership femminile e sul futuro dell'educazione liberale.
Nell'autunno del 2013 è stata ospite dell'American Academy di Berlino in qualità di Richard C. Holbrooke Distinguished Visitor.

## Altri incarichi
Nel 1991 la Keohane è stata eletta all'American Academy of Arts and Sciences. Nel 1994 è stata eletta membro dell'American Philosophical Society. Nel 1995 è stata inserita nella National Women's Hall of Fame. Nel 1998 ha conseguito il Golden Plate Award dell'American Academy of Achievement. Ha fatto parte di molti organismi comunitari e professionali, tra cui l'Associazione degli Alumni della Borsa di Studio Marshall.
Nel 1996, a seguito di quasi tre anni di intense controversie sul patrimonio di Doris Duke, la Keohane è stata nominata come una delle “sei persone [che] si sarebbero sedute come amministratori delle fondazioni di beneficenza create dal testamento di Miss Duke”. Nel 2008 è stata presidente del consiglio di amministrazione della Doris Duke Charitable Foundation (DDCF) Home | Doris Duke Foundation durante la controversia  sulla decisione degli amministratori di chiudere e smantellare i Duke Gardens, creati nel 1958 da Doris Duke in onore del padre James Buchanan Duke. I rappresentanti della DDCF hanno dichiarato che i giardini “perpetuavano la storia della famiglia Duke fatta di passioni personali e di consumo sfrenato”.

La Keohane è un ex membro della Harvard Corporation, l'organo di autogoverno dell'Università di Harvard, ed è un raro membro di tale organo a non aver conseguito una laurea ad Harvard. Nell'aprile 2013 ha detto agli studenti di Harvard che sostenevano il disinvestimento dal cambiamento climatico che avrebbero dovuto "ringraziare la BP" per i suoi investimenti nell'energia pulita. Il commento ha scatenato un putiferio tra gli studenti di Harvard, portando l'attivista per il clima Bill McKibben a twittare quanto segue:
 “Harvard si comporta in modo oltraggioso nei confronti della campagna di disinvestimento, un amministratore invita gli studenti a 'ringraziare la BP'".

Bill McKibben (@billmckibben) 10 aprile 2013

## Biografia
La Keohane è nata a Blytheville, in Arkansas, e si è diplomata a Hot Springs, in Arkansas.
Il suo primo marito è stato Patrick Henry, professore di religione allo Swarthmore College.
Suo marito è Robert Keohane, anch'egli noto scienziato politico. Sua sorella, Geneva Overholser, è un'importante giornalista e attualmente direttrice della Scuola di Giornalismo della University of Southern California. La Keohane e suo marito hanno quattro figli adulti: Sarah, Stephan, Jonathan e Nathaniel.
Il cognome della Keohane è spesso soggetto a errori di pronuncia. Mentre la pronuncia più comune è Kee-oh-hayne, che segue la fonetica del nome, la pronuncia corretta è Koh-hann, che incorpora una “e” muta e una “a” dura.